# Bernsteins spoorkoekoek
Bernsteins spoorkoekoek (Centropus bernsteini) is een vogel uit de familie Cuculidae (koekoeken). De vogel werd in 1866 door Hermann Schlegel beschreven en was afkomstig uit de verzameling van Heinrich Agathon Bernstein tijdens zijn expeditie naar Nieuw-Guinea. In 1865 overleed Bernstein tijdens deze expeditie, mede daarom werd de vogel als eerbetoon naar hem genoemd.

## Kenmerken
De vogel is 46 tot 52 cm. Volwassen vogels zijn helemaal zwart met een groene glans op de rug en vleugels. Het oog is donkerbruin en de snavel is zwart. Onvolwassen vogels zijn warmbruin in een patroon van strepen.

## Verspreiding en leefgebied
Deze soort is endemisch in Nieuw-Guinea.  De vogel komt voor op het hoofdeiland van Nieuw-Guinea (de Indonesische provincies West-Papoea en Papoea en de onafhankelijke staat Papoea-Nieuw-Guinea), maar niet in het centrale bergland. Het is een algemeen voorkomende vogel van struikgewas, hoog gras en weelderige vegetatie in laagland tot 500 m boven zeeniveau, zelden hoger dan 900 m.

## Status
Bernsteins spoorkoekoek heeft een groot verspreidingsgebied en daardoor is de kans op de status kwetsbaar (voor uitsterven) gering. De grootte van de wereldpopulatie is niet gekwantificeerd. De soort is in aantal stabiel en staat daarom als niet bedreigd op de Rode Lijst van de IUCN.